# Matrimonio igualitario en Illinois

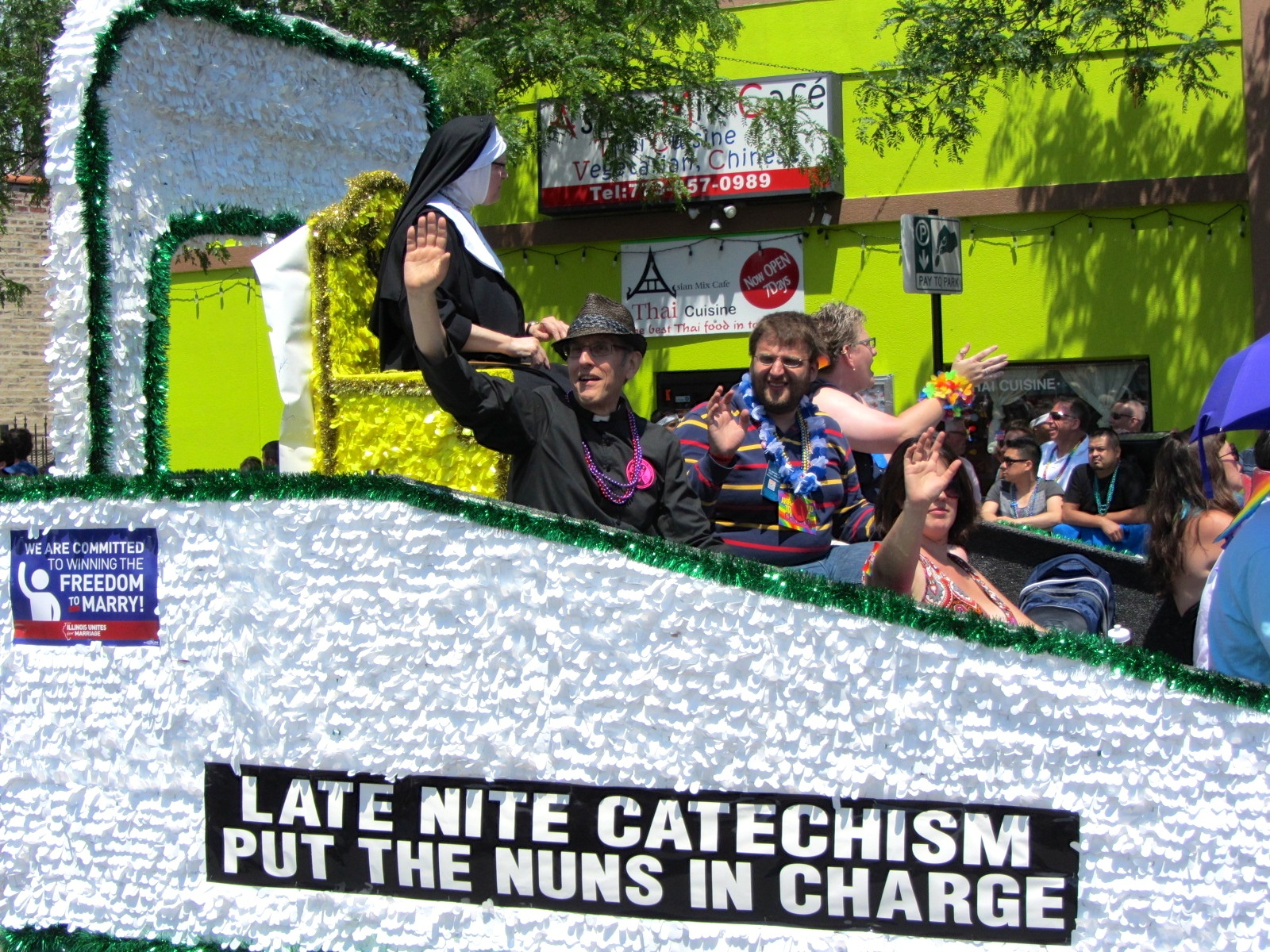
Desfile del Orgullo Gay de Chicago 2013, matrimonio entre personas del mismo sexo en Illinois

El matrimonio igualitario en el estado de Illinois es legal desde el 20 de noviembre de 2013, cuando el gobernador, Pat Quinn, promulgó la ley que entró en vigor el 1 de junio de 2014. Desde el 1 de junio de 2011, Illinois permite las uniones civiles entre personas del mismo sexo. Además el estado reconoce los matrimonios igualitarios celebrados en otras jurisdicciones.

## Leyes sobre las relaciones
Cualquier individuo, independientemente de su orientación sexual, puede adoptar en Illinois; las parejas homosexuales también se admiten como solicitantes. La Ley de Illinois contra la Violencia Doméstica que protege a las personas que comparten una vivienda o que mantienen una "relación amorosa" con sus agresores, está escrita de manera neutra, lo que significa que es aplicable a las parejas del mismo sexo.

## Historia
La Encuesta de la Política de Illinois de 2005 señaló que el 31% de los residentes apoyaba el derecho legal de las personas del mismo sexo a casarse, y otro 34% de los residentes apoyó las uniones civiles, con un total del 65% de residentes de Illinois a favor de los derechos legales para las parejas del mismo sexo.
El 22 de febrero de 2007, el representante Greg Harris presentó una propuesta en la Cámara de Representantes de Illinois que habría establecido el matrimonio homosexual en el estado. No salió del comité.
Otra propuesta, HB 1826, habría creado un registro de uniones civiles. Según la propuesta, la creación, la disolución y los beneficios de las uniones civiles serían esencialmente idénticos a los del matrimonio. No lograron votar en la Cámara completa. Otras propuestas para legalizar las uniones civiles fueron presentadas en 2007 y 2009 sin éxito.
El representante Harris no se dio por vencido y en 2010 volvió a presentar otra propuesta llamada oficialmente la "Ley de la protección de la libertad religiosa y de la unión civil del estado de Illinois" que fue aprobada por el Congreso de Illinois el 30 de noviembre de 2010, por una votación de 61–52. El Senado aprobó la propuesta el 1 de diciembre por una votación de 32–24 y el gobernador Pat Quinn la promulgó el 31 de enero de 2011. La ley entró en vigor el 1 de junio de 2011.